# Bronchopneumopathie chronique obstructive du mineur de charbon
La bronchopneumopathie chronique obstructive du mineur de charbon est reconnue comme maladie professionnelle dans certains pays, sous conditions.
Ce sujet relève du domaine de la législation sur la protection sociale et a un caractère davantage  juridique que médical. Pour la description clinique de la maladie se reporter à l'article suivant :

## Législation enFrance

### Régime général
| Fiche Maladie professionnelle | Fiche Maladie professionnelle | Fiche Maladie professionnelle |
| Ce tableau définit les critères à prendre en compte pour que la bronchopneumopathie chronique obstructive du mineur de charbon soit prise en charge au titre de la maladie professionnelle | Ce tableau définit les critères à prendre en compte pour que la bronchopneumopathie chronique obstructive du mineur de charbon soit prise en charge au titre de la maladie professionnelle | Ce tableau définit les critères à prendre en compte pour que la bronchopneumopathie chronique obstructive du mineur de charbon soit prise en charge au titre de la maladie professionnelle |
| Régime Général. Date de création : 23 décembre 1992 | Régime Général. Date de création : 23 décembre 1992 | Régime Général. Date de création : 23 décembre 1992 |
| Tableau N° 91 RG | Tableau N° 91 RG | Tableau N° 91 RG |
| Bronchopneumonie chronique obstructive du mineur de charbon | Bronchopneumonie chronique obstructive du mineur de charbon | Bronchopneumonie chronique obstructive du mineur de charbon |
| --- | --- | --- |
| Désignation des Maladies | Délai de prise en charge | Liste limitative des principaux travaux susceptibles de provoquer ces maladies |
| Bronchopneumopathie chronique obstructive entraînant un déficit respiratoire chronique. Elle est caractérisée par l'association de signes cliniques tels que dyspnée, toux, hypersécrétion bronchique et d'un syndrome ventilatoire de type obstructif avec un volume expiratoire maximum seconde (V.E.M.S.) abaissé au jour de la déclaration d'au moins 30 % par rapport à la valeur moyenne théorique. Cet abaissement doit être constaté en dehors de tout épisode aigu. | 10 ans (sous réserve d'une durée d'exposition de 10 ans) | Travaux au fond dans les mines de charbon. |
| Date de mise à jour : | | |